# Sendaphne paranaensis
Sendaphne paranaensis är en stekelart som beskrevs av Scatolini och Penteado-dias 1999. Sendaphne paranaensis ingår i släktet Sendaphne och familjen bracksteklar. Inga underarter finns listade i Catalogue of Life.